# Revue des études anciennes
La Revue des Études Anciennes (abreujada com a REA) és una revista universitària creada l'any 1899, publicada per la Universitat Bordeaux-Montaigne i dedicada a l'estudi de l'Antiguitat.

## Història
L'any 1879, Louis Liard i Auguste Couat, de la Universitat de Bordeus, funden els Annales de la Faculté des Lettres de Bordeaux. L'any 1885, les universitats de Bordeus, de Tolosa, de Montpeller i d'Ais de Provença s'associen per crear la Revue des Universités du Midi, de la qual Georges Radet esdevé encarregat l'any 1897. L'any 1899, la revista s'escindeix en dues publicacions : la Revue des Études anciennes i la Revue des Lettres françaises et étrangères, reunides administrativament a l'entitat Annales de la Faculté des Lettres de Bordeaux et des Universités du Midi. Un Bulletin hispanique comença a aparèixer el mateix any al si del mateix grup. La Revue des Lettres françaises et étrangères cessa la seva activitat des del 1900, mentre que les dues altres publicacions s'éditen encara avui. Cobrint des de la història, la literatura, la filologia, l'arqueologia i l'epigrafia, fins als estudis sobre l'Orient antic així com tots els altres àmbits i disciplines de l'antiguitat, la REA és editada aleshores per la llibreria Féret et Fils, on també s'hi troba la redacció.
Georges Radet, director de la REA fins a l'any 1940, s'ocupa sobretot de la secció d'antiguitat clàssica des de 1905, mentre Camille Jullian s'encarrega de l'àmbit galorromà fins a l'any 1933, any on Albert Grenier el succeeix en aquest càrrec. L'any 1941, la redacció de la revista és transferida a la Facultat de Lletres. William Seston era director gerent de la revista aquell mateix any. A continuació, Pierre Boyancé n'esdevé director de 1942 a 1945. A partir de 1947, el degà de la Facultat de Lletres esdevé el director ès qualités dels Anals, i es modifica l'estructura de la REA : el seu director pren el títol de secretari gerent i un comitè de redacció, comprenent un president i cinc membres, és creat per assistir-la. Després del canvi d'estructura de la universitat de Bordeus l'any 1968, la Universitat Bordeaux III (anomenada a partir de 2014 Université de Bordeaux-Montaigne) s'encarrega de la publicació de la REA. Christophe Pébarthe n'ha estat el director entre 2009 i 2021.

## Publicacions
La Revue des Études Anciennes és la principal revista publicada per la redacció de la REA. S'hi afegeixen diversos Butlletins des del començament del XX. La REA organitza igualment la publicació de números especials i de volums puntuals.